# Steve Talley
Steve talley es un actor estadounidense, nacido el 12 de agosto de 1981 en Indianápolis, Indiana.

## Biografía
Talley nació en Indianápolis pero poco después su familia se mudó a Avon. Asistió a la Avon High School, donde fue el presidente de la clase y escribió para el periódico escolar. Después de su graduación, estudió en la Universidad de Anderson, en la ciudad de Anderson, Indiana.
En 2001 se casó con Lindsay Talley, con quien tiene una hija llamada Julia.

## Carrera
Talley debutó en 2002 con un pequeño papel en la telenovela As the World Turns. En 2005 apareció en tres episodios del drama de The WB Summerland, donde interpretó a Bryce. En 2006 apareció en la sitcom Twins y en las películas Peaceful Warrior y American Pie Presents: The Naked Mile, donde interpretó a Dwight Stifler. Al año siguiente, Talley nuevamente interpretó a Dwight en American Pie Presents: Beta House, la sexta entrega de la saga.
Otros créditos incluyen películas como Van Wilder: Freshman Year, Hole in One y Deadline; así como series de televisión tales como Castle, I Just Want My Pants Back, Last Man Standing, Love Bites y Franklin & Bash. En 2012 fue contratado para aparecer en tres episodios de Pretty Little Liars. En 2014 apareció en dos episodios de The Crazy Ones.
Ha aparecido en diversas campañas publicitarias para Pizza Hut, Firestone y Pepsi Max; así como en los vídeos musicales de «Since U Been Gone» de Kelly Clarkson y «What Happens Tomorrow» de Duran Duran.

## Filmografía
| Cine       | Cine                                  | Cine              | Cine                     |
| Año        | Película                              | Rol               | Notas                    |
| ---------- | ------------------------------------- | ----------------- | ------------------------ |
| 2006       | Peaceful Warrior                      | Young garage man  |                          |
| 2006       | American Pie Presents: The Naked Mile | Dwight Stifler    | Directo a DVD            |
| 2007       | American Pie Presents: Beta House     | Dwight Stifler    | Directo a DVD            |
| 2009       | Van Wilder: Freshman Year             | Dirk Arnold       | Directo a DVD            |
| 2009       | One Way to Valhalla                   | John              |                          |
| 2010       | Jelly                                 | Cool guy          |                          |
| 2010       | First Dates                           | Dylan             | Directo a DVD            |
| 2010       | The Accidental Death of Joey by Sue   | Joey              |                          |
| 2010       | Hole in one                           | Eric P. Keller    |                          |
| 2010       | The List                              | Steve             | Cortometraje             |
| 2012       | Deadline                              | Matt Harper       |                          |
| 2014       | Chuck Hank and the San Diego Twins    | Ricky             | Pos producción           |
| Televisión |                                       |                   |                          |
| Año        | Título                                | Rol               | Notas                    |
| 2002       | As the World Turns                    | Buzzy Markman     | 1 episodio               |
| 2005       | Summerland                            | Bryce             | 3 episodios              |
| 2006       | Twins                                 | Ice               | 1 episodio               |
| 2009       | Castle                                | Kent Scoville     | 1 episodio               |
| 2010       | NCIS                                  | Bill              | 1 episodio               |
| 2010       | Criminal Minds                        | Michael Kosina    | 1 episodio               |
| 2011       | Beyond the Blackboard                 | Greg Bess         | Película para televisión |
| 2011       | Love Bites                            | Dan Sullivan      | 3 episodios              |
| 2012       | Last Man Standing                     | Chad Bickle       | 1 episodio               |
| 2012       | I Just Want My Pants Back             | Brett             | 3 episodios              |
| 2012       | Franklin & Bash                       | Brock Daniels     | 1 episodio               |
| 2012-2013  | Stevie TV                             | Varios personajes | 4 episodios              |
| 2012-2013  | Pretty Little Liars                   | Zach              | 3 episodios              |
| 2014       | The Crazy Ones                        | Owen              | 2 episodios              |
| 2014-2015  | The 100                               | Kyle Wick         | Elenco recurrente        |
| 2016       | 2 Broke Girls                         | Owen              | 1 episodio               |
| 2016       | Fuller House                          | Darren            | 1 episodio               |